# Sauda bint Zama

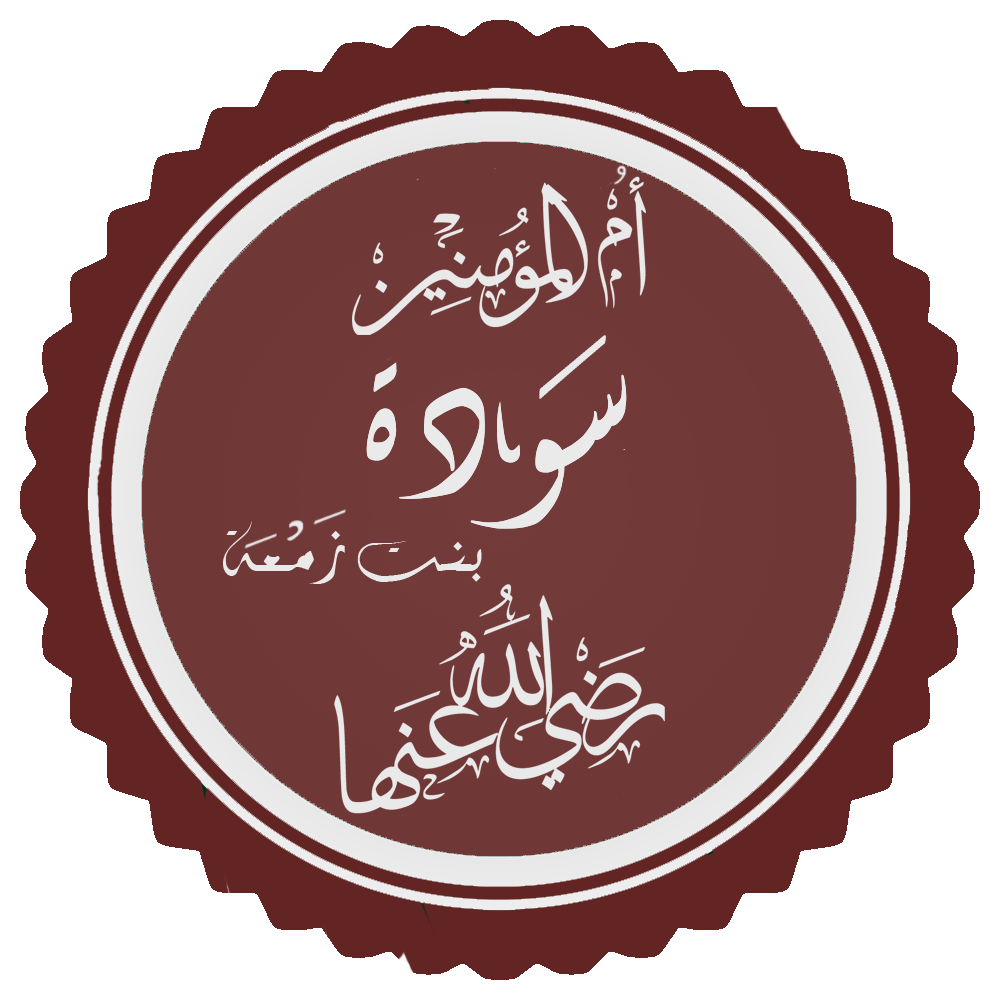
Sauda's naam in het Arabisch.

Sauda bint Zama (Arabisch: سودة بنت زمعة) (?- 644 of 674) was Mohammeds tweede vrouw. Zoals de andere vrouwen van Mohammed wordt zij derhalve tot de Ummu l-Mu'minin ("moeders der gelovigen") gerekend en behoort daarmee ook tot de Sahaba.

## Vroeg leven
Sauda werd geboren in Mekka waar ze ook is opgegroeid. Er is onenigheid over wanneer ze geboren is. Volgens één bron was ze 50 toen ze met Mohammed trouwde, andere bronnen beweren dat ze 40 tot 55 jaar was, wat betekent dat ze in de periode 566-580 is geboren. Haar vader, Zam'ah ibn Qays, behoorde tot de Banu Amir ibn Lu'ayy clan van de Qoeraisj in Mekka. Haar moeder, Al-Shamus bint Qays, behoorde tot de Najjar clan van de Khazraj in Medina. Er is niet veel bekend over haar vroege leven voor de islam.

## Eerste huwelijk en emigratie naar Abessinië
Ze trouwde met As-Sakran ibn Amr, die een van de vroege bekeerlingen tot de islam was. Ze kregen samen twee zonen, Abdur rahman ibn as-Sakran en Abd ibn as-Sakran.
Sauda en Sakran emigreerden naar Abessinië op bevel van Mohammed om de vervolging door de Qoeraisj te voorkomen. Sauda was een van de eerste vrouwen die emigreerden naar Abessinië. Een aantal jaar later keerden ze terug naar Mekka waar As-Sakran stierf. Sauda was nu weduwe voor de eerste keer in haar leven.

## Huwelijk met Mohammed
Kort na Khadija's dood trouwde Mohammed met Sauda in de maand Ramadan van het tiende jaar na de start van zijn profeetschap. Sauda aarzelde aanvankelijk het huwelijk te aanvaarden omdat ze al zes kinderen had en ze vreesde dat de kinderen Mohammed zouden storen. Mohammed overtuigde haar om met hem te trouwen.
Toen Sauda oud werd, enige tijd na Mohammeds huwelijk met Oemm Salama, werd er gezegd dat hij bang was dat hij niet ieder van zijn vrouwen eerlijk kon behandelen zonder ze pijn te doen, hoewel hij probeerde zijn best te doen. Hij besloot van Sauda te scheiden. Sauda stopte hem op straat en smeekte hem haar terug te nemen. Ze bood Mohammad aan dat hij 's nachts Aïsja kon bezoeken in plaats van haar. Ze zei dat ze toch al oud was en niet om mannen gaf; haar enige wens was om opgewekt te worden als de vrouw van de profeet op de dag des oordeels. Mohammed voelde empathie en accepteerde het verzoek. Soera De Vrouwen ayat 128 en 129 werden vervolgens geopenbaard. Volgens andere tradities wilde Mohammed haar niet verstoten maar was zij bang dat hij dit zou doen en gaan deze ayat niet over verstoting maar een ander compromis met betrekking tot scheiding terwijl zij zijn vrouw kon blijven in naam.

## Latere leven en dood
Na de dood van Mohammed kreeg Sauda net als de andere vrouwen iedere jaar geld als geschenk van het Kalifaat. Ze was close met Aïsja, Hafsa en Safiyya. Ze heeft lang geleefd en stierf volgens Ibn Sa'd in 674 in Medina, waar ze is begraven in Jannat-al-Baqi. Volgens andere bronnen stierf ze in Medina aan het einde van van Omars regeerperiode in het jaar 644 (22 AH).